# Half-Life 2: Episode Three
 Der er for få eller ingen kildehenvisninger i denne artikel, hvilket er et problem. Du kan hjælpe ved at angive troværdige kilder til de påstande, som fremføres i artiklen.

Half-Life 2: Episode Three er et computerspil, der blev aflyst i 2011. Spillet var planlagt til at blive det tredje i Valves serie Half-Life 2.  